# 1794
Portal Geschichte | Portal Biografien | Aktuelle Ereignisse | Jahreskalender | Tagesartikel

◄ |
17. Jahrhundert |
18. Jahrhundert
| 19. Jahrhundert | ►

◄ |
1760er |
1770er |
1780er |
1790er
| 1800er | 1810er | 1820er | ►

◄◄ |
◄ |
1790 |
1791 |
1792 |
1793 |
1794
| 1795 | 1796 | 1797 | 1798 | ► | ►►
Staatsoberhäupter  · Nekrolog · Kunstjahr  · Musikjahr
| Januar | Januar | Januar | Januar | Januar | Januar | Januar | Januar |
| Kw     | Mo     | Di     | Mi     | Do     | Fr     | Sa     | So     |
| ------ | ------ | ------ | ------ | ------ | ------ | ------ | ------ |
| 1      |        |        | 1      | 2      | 3      | 4      | 5      |
| 2      | 6      | 7      | 8      | 9      | 10     | 11     | 12     |
| 3      | 13     | 14     | 15     | 16     | 17     | 18     | 19     |
| 4      | 20     | 21     | 22     | 23     | 24     | 25     | 26     |
| 5      | 27     | 28     | 29     | 30     | 31     |        |        |

| Februar | Februar | Februar | Februar | Februar | Februar | Februar | Februar |
| Kw      | Mo      | Di      | Mi      | Do      | Fr      | Sa      | So      |
| ------- | ------- | ------- | ------- | ------- | ------- | ------- | ------- |
| 5       |         |         |         |         |         | 1       | 2       |
| 6       | 3       | 4       | 5       | 6       | 7       | 8       | 9       |
| 7       | 10      | 11      | 12      | 13      | 14      | 15      | 16      |
| 8       | 17      | 18      | 19      | 20      | 21      | 22      | 23      |
| 9       | 24      | 25      | 26      | 27      | 28      |         |         |

| März | März | März | März | März | März | März | März |
| Kw   | Mo   | Di   | Mi   | Do   | Fr   | Sa   | So   |
| ---- | ---- | ---- | ---- | ---- | ---- | ---- | ---- |
| 9    |      |      |      |      |      | 1    | 2    |
| 10   | 3    | 4    | 5    | 6    | 7    | 8    | 9    |
| 11   | 10   | 11   | 12   | 13   | 14   | 15   | 16   |
| 12   | 17   | 18   | 19   | 20   | 21   | 22   | 23   |
| 1    | 24   | 25   | 26   | 27   | 28   | 29   | 30   |
| 14   | 31   |      |      |      |      |      |      |

| April | April | April | April | April | April | April | April |
| Kw    | Mo    | Di    | Mi    | Do    | Fr    | Sa    | So    |
| ----- | ----- | ----- | ----- | ----- | ----- | ----- | ----- |
| 14    |       | 1     | 2     | 3     | 4     | 5     | 6     |
| 15    | 7     | 8     | 9     | 10    | 11    | 12    | 13    |
| 16    | 14    | 15    | 16    | 17    | 18    | 19    | 20    |
| 17    | 21    | 22    | 23    | 24    | 25    | 26    | 27    |
| 18    | 28    | 29    | 30    |       |       |       |       |

| Mai | Mai | Mai | Mai | Mai | Mai | Mai | Mai |
| Kw  | Mo  | Di  | Mi  | Do  | Fr  | Sa  | So  |
| --- | --- | --- | --- | --- | --- | --- | --- |
| 18  |     |     |     | 1   | 2   | 3   | 4   |
| 19  | 5   | 6   | 7   | 8   | 9   | 10  | 11  |
| 20  | 12  | 13  | 14  | 15  | 16  | 17  | 18  |
| 21  | 19  | 20  | 21  | 22  | 23  | 24  | 25  |
| 22  | 26  | 27  | 28  | 29  | 30  | 31  |     |

| Juni | Juni | Juni | Juni | Juni | Juni | Juni | Juni |
| Kw   | Mo   | Di   | Mi   | Do   | Fr   | Sa   | So   |
| ---- | ---- | ---- | ---- | ---- | ---- | ---- | ---- |
| 22   |      |      |      |      |      |      | 1    |
| 23   | 2    | 3    | 4    | 5    | 6    | 7    | 8    |
| 24   | 9    | 10   | 11   | 12   | 13   | 14   | 15   |
| 25   | 16   | 17   | 18   | 19   | 20   | 21   | 22   |
| 26   | 23   | 24   | 25   | 26   | 27   | 28   | 29   |
| 27   | 30   |      |      |      |      |      |      |

| Juli | Juli | Juli | Juli | Juli | Juli | Juli | Juli |
| Kw   | Mo   | Di   | Mi   | Do   | Fr   | Sa   | So   |
| ---- | ---- | ---- | ---- | ---- | ---- | ---- | ---- |
| 27   |      | 1    | 2    | 3    | 4    | 5    | 6    |
| 2    | 7    | 8    | 9    | 10   | 11   | 12   | 13   |
| 29   | 14   | 15   | 16   | 17   | 18   | 19   | 20   |
| 30   | 21   | 22   | 23   | 24   | 25   | 26   | 27   |
| 31   | 28   | 29   | 30   | 31   |      |      |      |

| August | August | August | August | August | August | August | August |
| Kw     | Mo     | Di     | Mi     | Do     | Fr     | Sa     | So     |
| ------ | ------ | ------ | ------ | ------ | ------ | ------ | ------ |
| 31     |        |        |        |        | 1      | 2      | 3      |
| 32     | 4      | 5      | 6      | 7      | 8      | 9      | 10     |
| 33     | 11     | 12     | 13     | 14     | 15     | 16     | 17     |
| 34     | 18     | 19     | 20     | 21     | 22     | 23     | 24     |
| 35     | 25     | 26     | 27     | 28     | 29     | 30     | 31     |

| September | September | September | September | September | September | September | September |
| Kw        | Mo        | Di        | Mi        | Do        | Fr        | Sa        | So        |
| --------- | --------- | --------- | --------- | --------- | --------- | --------- | --------- |
| 36        | 1         | 2         | 3         | 4         | 5         | 6         | 7         |
| 37        | 8         | 9         | 10        | 11        | 12        | 13        | 14        |
| 38        | 15        | 16        | 17        | 18        | 19        | 20        | 21        |
| 39        | 22        | 23        | 24        | 25        | 26        | 27        | 28        |
| 40        | 29        | 30        |           |           |           |           |           |

| Oktober | Oktober | Oktober | Oktober | Oktober | Oktober | Oktober | Oktober |
| Kw      | Mo      | Di      | Mi      | Do      | Fr      | Sa      | So      |
| ------- | ------- | ------- | ------- | ------- | ------- | ------- | ------- |
| 40      |         |         | 1       | 2       | 3       | 4       | 5       |
| 41      | 6       | 7       | 8       | 9       | 10      | 11      | 12      |
| 42      | 13      | 14      | 15      | 16      | 17      | 18      | 19      |
| 43      | 20      | 21      | 22      | 23      | 24      | 25      | 26      |
| 44      | 27      | 28      | 29      | 30      | 31      |         |         |

| November | November | November | November | November | November | November | November |
| Kw       | Mo       | Di       | Mi       | Do       | Fr       | Sa       | So       |
| -------- | -------- | -------- | -------- | -------- | -------- | -------- | -------- |
| 44       |          |          |          |          |          | 1        | 2        |
| 45       | 3        | 4        | 5        | 6        | 7        | 8        | 9        |
| 46       | 10       | 11       | 12       | 13       | 14       | 15       | 16       |
| 47       | 17       | 18       | 19       | 20       | 21       | 22       | 23       |
| 48       | 24       | 25       | 26       | 27       | 28       | 29       | 30       |

| Dezember | Dezember | Dezember | Dezember | Dezember | Dezember | Dezember | Dezember |
| Kw       | Mo       | Di       | Mi       | Do       | Fr       | Sa       | So       |
| -------- | -------- | -------- | -------- | -------- | -------- | -------- | -------- |
| 49       | 1        | 2        | 3        | 4        | 5        | 6        | 7        |
| 50       | 8        | 9        | 10       | 11       | 12       | 13       | 14       |
| 51       | 15       | 16       | 17       | 18       | 19       | 20       | 21       |
| 52       | 22       | 23       | 24       | 25       | 26       | 27       | 28       |
| 1        | 29       | 30       | 31       |          |          |          |          |

| Januar | Januar | Januar | Januar | Januar | Januar | Januar | Januar |
| Kw     | Mo     | Di     | Mi     | Do     | Fr     | Sa     | So     |
| ------ | ------ | ------ | ------ | ------ | ------ | ------ | ------ |
| 1      |        |        | 1      | 2      | 3      | 4      | 5      |
| 2      | 6      | 7      | 8      | 9      | 10     | 11     | 12     |
| 3      | 13     | 14     | 15     | 16     | 17     | 18     | 19     |
| 4      | 20     | 21     | 22     | 23     | 24     | 25     | 26     |
| 5      | 27     | 28     | 29     | 30     | 31     |        |        |

| Februar | Februar | Februar | Februar | Februar | Februar | Februar | Februar |
| Kw      | Mo      | Di      | Mi      | Do      | Fr      | Sa      | So      |
| ------- | ------- | ------- | ------- | ------- | ------- | ------- | ------- |
| 5       |         |         |         |         |         | 1       | 2       |
| 6       | 3       | 4       | 5       | 6       | 7       | 8       | 9       |
| 7       | 10      | 11      | 12      | 13      | 14      | 15      | 16      |
| 8       | 17      | 18      | 19      | 20      | 21      | 22      | 23      |
| 9       | 24      | 25      | 26      | 27      | 28      |         |         |

| März | März | März | März | März | März | März | März |
| Kw   | Mo   | Di   | Mi   | Do   | Fr   | Sa   | So   |
| ---- | ---- | ---- | ---- | ---- | ---- | ---- | ---- |
| 9    |      |      |      |      |      | 1    | 2    |
| 10   | 3    | 4    | 5    | 6    | 7    | 8    | 9    |
| 11   | 10   | 11   | 12   | 13   | 14   | 15   | 16   |
| 12   | 17   | 18   | 19   | 20   | 21   | 22   | 23   |
| 1    | 24   | 25   | 26   | 27   | 28   | 29   | 30   |
| 14   | 31   |      |      |      |      |      |      |

| April | April | April | April | April | April | April | April |
| Kw    | Mo    | Di    | Mi    | Do    | Fr    | Sa    | So    |
| ----- | ----- | ----- | ----- | ----- | ----- | ----- | ----- |
| 14    |       | 1     | 2     | 3     | 4     | 5     | 6     |
| 15    | 7     | 8     | 9     | 10    | 11    | 12    | 13    |
| 16    | 14    | 15    | 16    | 17    | 18    | 19    | 20    |
| 17    | 21    | 22    | 23    | 24    | 25    | 26    | 27    |
| 18    | 28    | 29    | 30    |       |       |       |       |

| Mai | Mai | Mai | Mai | Mai | Mai | Mai | Mai |
| Kw  | Mo  | Di  | Mi  | Do  | Fr  | Sa  | So  |
| --- | --- | --- | --- | --- | --- | --- | --- |
| 18  |     |     |     | 1   | 2   | 3   | 4   |
| 19  | 5   | 6   | 7   | 8   | 9   | 10  | 11  |
| 20  | 12  | 13  | 14  | 15  | 16  | 17  | 18  |
| 21  | 19  | 20  | 21  | 22  | 23  | 24  | 25  |
| 22  | 26  | 27  | 28  | 29  | 30  | 31  |     |

| Juni | Juni | Juni | Juni | Juni | Juni | Juni | Juni |
| Kw   | Mo   | Di   | Mi   | Do   | Fr   | Sa   | So   |
| ---- | ---- | ---- | ---- | ---- | ---- | ---- | ---- |
| 22   |      |      |      |      |      |      | 1    |
| 23   | 2    | 3    | 4    | 5    | 6    | 7    | 8    |
| 24   | 9    | 10   | 11   | 12   | 13   | 14   | 15   |
| 25   | 16   | 17   | 18   | 19   | 20   | 21   | 22   |
| 26   | 23   | 24   | 25   | 26   | 27   | 28   | 29   |
| 27   | 30   |      |      |      |      |      |      |

| Juli | Juli | Juli | Juli | Juli | Juli | Juli | Juli |
| Kw   | Mo   | Di   | Mi   | Do   | Fr   | Sa   | So   |
| ---- | ---- | ---- | ---- | ---- | ---- | ---- | ---- |
| 27   |      | 1    | 2    | 3    | 4    | 5    | 6    |
| 2    | 7    | 8    | 9    | 10   | 11   | 12   | 13   |
| 29   | 14   | 15   | 16   | 17   | 18   | 19   | 20   |
| 30   | 21   | 22   | 23   | 24   | 25   | 26   | 27   |
| 31   | 28   | 29   | 30   | 31   |      |      |      |

| August | August | August | August | August | August | August | August |
| Kw     | Mo     | Di     | Mi     | Do     | Fr     | Sa     | So     |
| ------ | ------ | ------ | ------ | ------ | ------ | ------ | ------ |
| 31     |        |        |        |        | 1      | 2      | 3      |
| 32     | 4      | 5      | 6      | 7      | 8      | 9      | 10     |
| 33     | 11     | 12     | 13     | 14     | 15     | 16     | 17     |
| 34     | 18     | 19     | 20     | 21     | 22     | 23     | 24     |
| 35     | 25     | 26     | 27     | 28     | 29     | 30     | 31     |

| September | September | September | September | September | September | September | September |
| Kw        | Mo        | Di        | Mi        | Do        | Fr        | Sa        | So        |
| --------- | --------- | --------- | --------- | --------- | --------- | --------- | --------- |
| 36        | 1         | 2         | 3         | 4         | 5         | 6         | 7         |
| 37        | 8         | 9         | 10        | 11        | 12        | 13        | 14        |
| 38        | 15        | 16        | 17        | 18        | 19        | 20        | 21        |
| 39        | 22        | 23        | 24        | 25        | 26        | 27        | 28        |
| 40        | 29        | 30        |           |           |           |           |           |

| Oktober | Oktober | Oktober | Oktober | Oktober | Oktober | Oktober | Oktober |
| Kw      | Mo      | Di      | Mi      | Do      | Fr      | Sa      | So      |
| ------- | ------- | ------- | ------- | ------- | ------- | ------- | ------- |
| 40      |         |         | 1       | 2       | 3       | 4       | 5       |
| 41      | 6       | 7       | 8       | 9       | 10      | 11      | 12      |
| 42      | 13      | 14      | 15      | 16      | 17      | 18      | 19      |
| 43      | 20      | 21      | 22      | 23      | 24      | 25      | 26      |
| 44      | 27      | 28      | 29      | 30      | 31      |         |         |

| November | November | November | November | November | November | November | November |
| Kw       | Mo       | Di       | Mi       | Do       | Fr       | Sa       | So       |
| -------- | -------- | -------- | -------- | -------- | -------- | -------- | -------- |
| 44       |          |          |          |          |          | 1        | 2        |
| 45       | 3        | 4        | 5        | 6        | 7        | 8        | 9        |
| 46       | 10       | 11       | 12       | 13       | 14       | 15       | 16       |
| 47       | 17       | 18       | 19       | 20       | 21       | 22       | 23       |
| 48       | 24       | 25       | 26       | 27       | 28       | 29       | 30       |

| Dezember | Dezember | Dezember | Dezember | Dezember | Dezember | Dezember | Dezember |
| Kw       | Mo       | Di       | Mi       | Do       | Fr       | Sa       | So       |
| -------- | -------- | -------- | -------- | -------- | -------- | -------- | -------- |
| 49       | 1        | 2        | 3        | 4        | 5        | 6        | 7        |
| 50       | 8        | 9        | 10       | 11       | 12       | 13       | 14       |
| 51       | 15       | 16       | 17       | 18       | 19       | 20       | 21       |
| 52       | 22       | 23       | 24       | 25       | 26       | 27       | 28       |
| 1        | 29       | 30       | 31       |          |          |          |          |

## Ereignisse

### Politik und Weltgeschehen

#### Französische Revolution und Koalitionskriege
- 4. Februar: Frankreich schafft in seinen Territorien die Sklaverei ab.
- 15. Februar: In der Ersten Republik wird die Trikolore zur Nationalflagge Frankreichs.
- 24. März: Der Herausgeber der ultrarevolutionären Zeitschrift Le père Duchesne, Jacques-René Hébert, wird mit mehreren seiner Anhänger hingerichtet.
- 5. April: Georges Danton wird mit 13 seiner Gefährten (Indulgenten) guillotiniert.

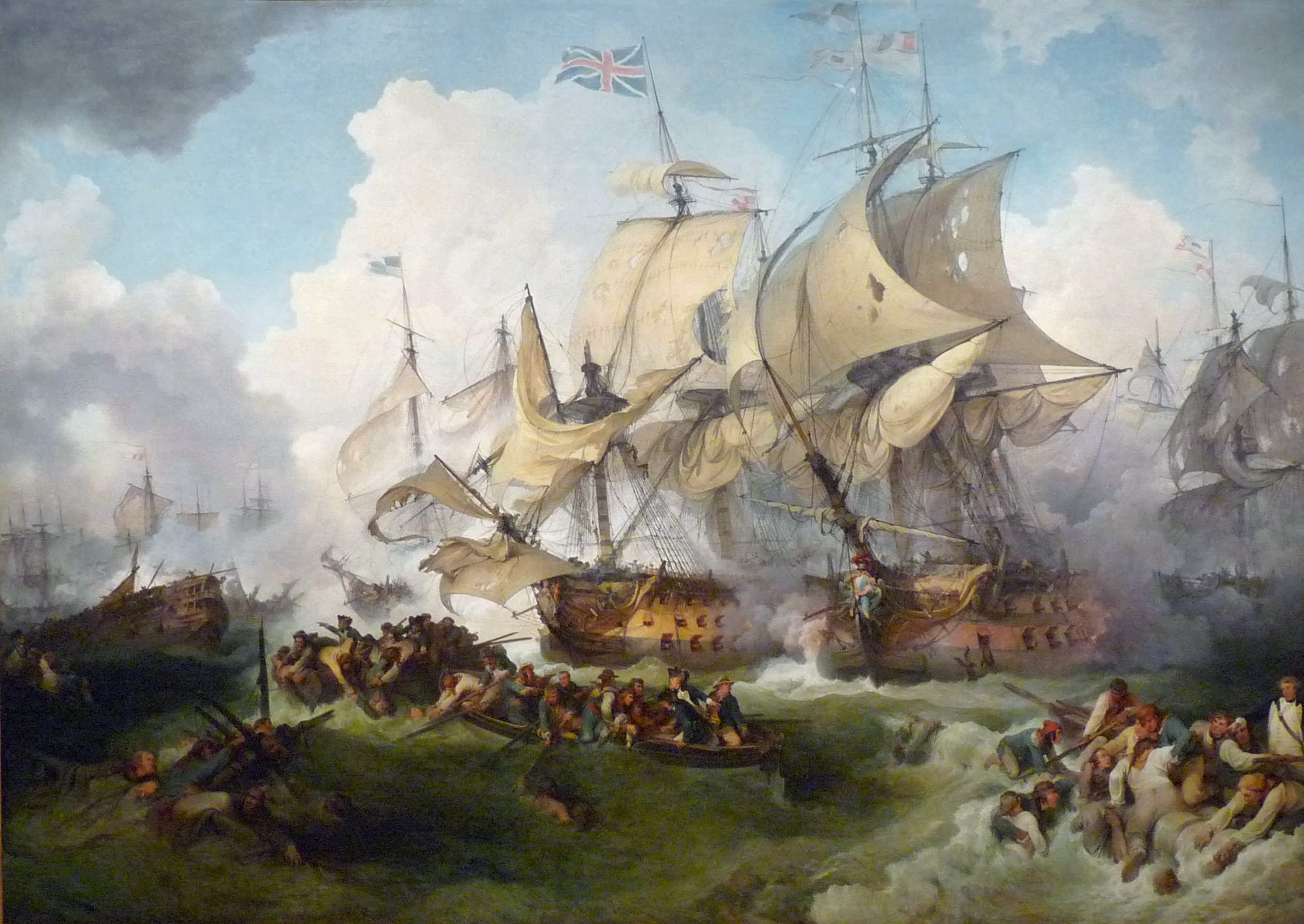
Der Glorreiche 1. Juni

- 1. Juni: Am „Glorreichen 1. Juni“ bringen die Briten in der Seeschlacht am 13. Prairial der französischen Revolutionsflotte eine Niederlage rund 400 Seemeilen vor Frankreichs Küste bei.
- 4. Juni: Abbé Henri Grégoire präsentiert dem französischen Nationalkonvent einen Bericht, in dem er die Unterdrückung der „Dialekte“ und die ausschließliche Verwendung des Französischen verlangt. Die damit einhergehenden Maßnahmen leiten eine langfristige Politik ein, die zum Niedergang der Regional- und Minderheitensprachen wie des Okzitanischen führt.
- 10. Juni: Der französische Nationalkonvent verabschiedet das Prairial-Dekret zur Verschärfung des Terrors am 22. Prairial II des Französischen Revolutionskalenders. Das neue Recht gestattet dem Revolutionstribunal, Todesurteile auch auf bloße Verdächtigungen hin zu verhängen und entzieht Angeklagten den Rechtsbeistand. Sogenannte „Volksfeinde“ sind zwingend mit dem Tod zu bestrafen und Bürger werden verpflichtet, „Verschwörer und Gegenrevolutionäre“ bei den Behörden zu denunzieren. Das Gesetz wurde allein von Maximilien de Robespierre konzipiert. In den sieben Wochen seiner Geltung werden in Paris 1376 Personen guillotiniert.
- 26. Juni: Die Schlacht bei Fleurus beendet nach dem Sieg der französischen Revolutionsarmee die Herrschaft der Habsburger in den Niederlanden.
- 27. Juni: Der französische Schriftsteller Simon Nicolas Henri Linguet wird in Paris hingerichtet, weil er „den Tyrannen zu London und Wien geschmeichelt“ habe.
- 23. Juli: Die Erneuerung des Maximumgesetzes für Löhne führt zum Bruch der Sansculottes mit den Jakobinern. Letztere verlieren nun ihren Rückhalt bei Arbeitern und Kleinbürgern während der Französischen Revolution.

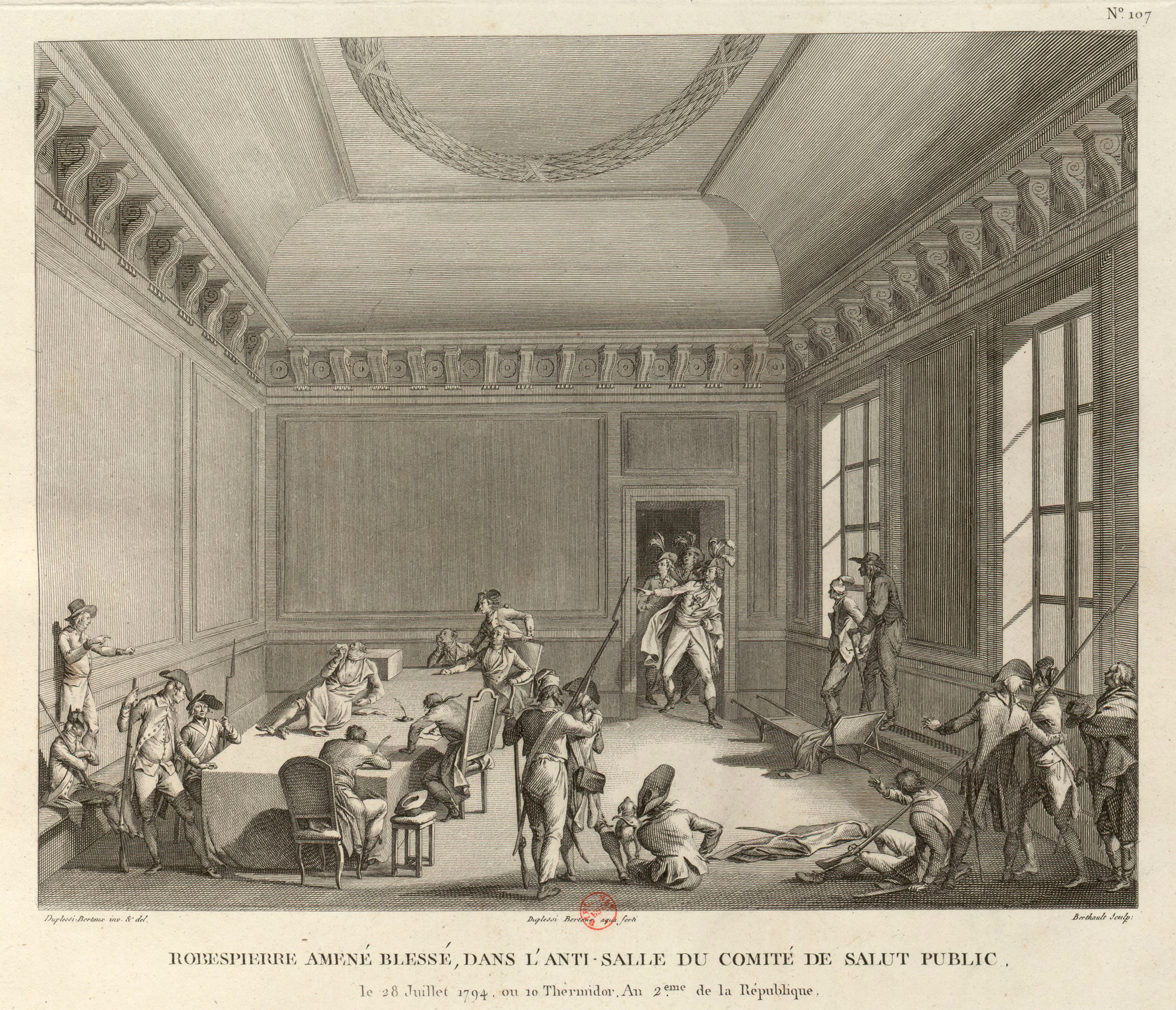
Verhaftung Robespierres

- 27. Juli: (9. Thermidor II) Robespierre, einer der Führer der Jakobiner in der Französischen Revolution, wird von den Thermidorianern verhaftet und einen Tag später hingerichtet, nachdem sich seine Terrorherrschaft durch das Prairial-Dekret verschärft hat. In Frankreich endet damit das Regime der Montagnards.
- 28. Juli: Maximilien de Robespierre und 21 seiner Anhänger werden hingerichtet, darunter Antoine de Saint-Just und Georges Couthon. Damit endet die Zeit des Terrors in Frankreich.
- 9. August: Napoleon Bonaparte wird wegen seiner Beziehung zu Augustin Robespierre durch die Jakobiner in Nizza verhaftet. Er ist nun ein politischer Gefangener. Doch elf Tage später ist er wieder frei.
- 18. September: Während der Französischen Revolution entscheidet sich der Nationalkonvent im Rahmen der Entchristianisierung für die Trennung von Religion und Staat.
- 2. Oktober: In der Schlacht bei Aldenhoven besiegen die Franzosen unter Jean-Baptiste Jourdan und Jean Baptiste Bernadotte ein überlegenes österreichisches Heer.
- 3. Oktober: Die Zitadelle von Jülich wird an die Franzosen kampflos übergeben.
- 4. Oktober: Die Franzosen marschieren in Mönchengladbach ein.
- 6. Oktober: Die Franzosen besetzen Köln.
- 23. Oktober: Die Franzosen erobern Koblenz und vertreiben den Trierer Kurfürsten Clemens Wenzeslaus von Sachsen.
- 24. Dezember: Nach dem Sturz der Jakobiner in der Französischen Revolution werden die von ihnen erlassenen Maximumgesetze aufgehoben.
- 27. Dezember: Die französische Revolutionsarmee dringt unter dem Kommando Jean-Charles Pichegrus in der Republik der Sieben Vereinigten Provinzen (kurz: „Vereinigte Niederlande“) ein. Der Staat hatte sich zwar im Ersten Koalitionskrieg für neutral erklärt, war aber weiterhin wichtiger Geldgeber für Großbritannien. Dies löste im Jahr zuvor eine Kriegserklärung der Franzosen aus.

Liste während der Französischen Revolution hingerichteter Personen

#### Polen

Polen in den Grenzen nach der 2. Teilung Polens 1793 („Rumpfpolen“) und der Kościuszko-Aufstand 1794

- 24. März: Teilungen Polens: Unter der Führung von Tadeusz Kościuszko bricht im Rumpfstaat Polen der nach ihm benannte polnische Aufstand gegen die Teilungsmächte Preußen und Russland aus, der diesen den Vorwand zur dritten Teilung und damit der endgültigen Liquidierung Polens liefern wird.

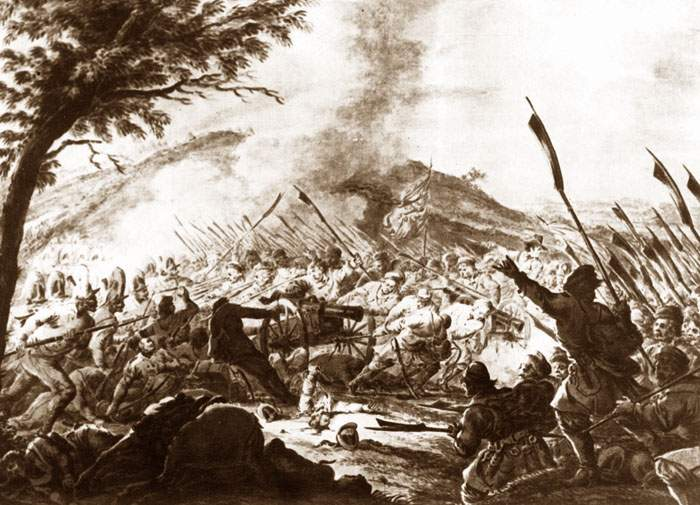
Schlacht bei Racławice

- 4. April: Die Aufständischen siegen in der Schlacht bei Racławice gegen Russland. Da die polnischen Kämpfer nicht stark genug sind, die Russen aus Polen zu vertreiben, bleiben die Auswirkungen der Schlacht rein psychologischer Natur.
- 30. September: Bei Łabiszyn kommt es zu einem kleinen Gefecht, bei dem die Polen ein preußisches Regiment zurückschlagen. Dieses zieht sich in Richtung Bromberg zurück.
- 2. Oktober: Polnische Einheiten unter Jan Henryk Dąbrowski besiegen die Preußen in der Schlacht bei Bromberg.

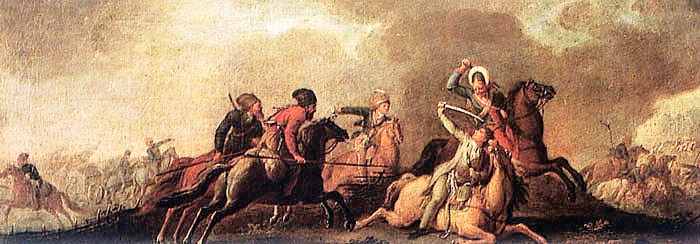
Schlacht bei Maciejowice

- 10. Oktober: Beim Kościuszko-Aufstand in „Rumpf-Polen“ (nach der Zweiten Teilung Polens 1793) unterliegt der den Aufstand anführende Tadeusz Kościuszko mit seiner Armee in der Schlacht bei Maciejowice russischen Truppen des Generals Alexander Wassiljewitsch Suworow und gerät in Gefangenschaft. In Warschau geht der Aufstand weiter.

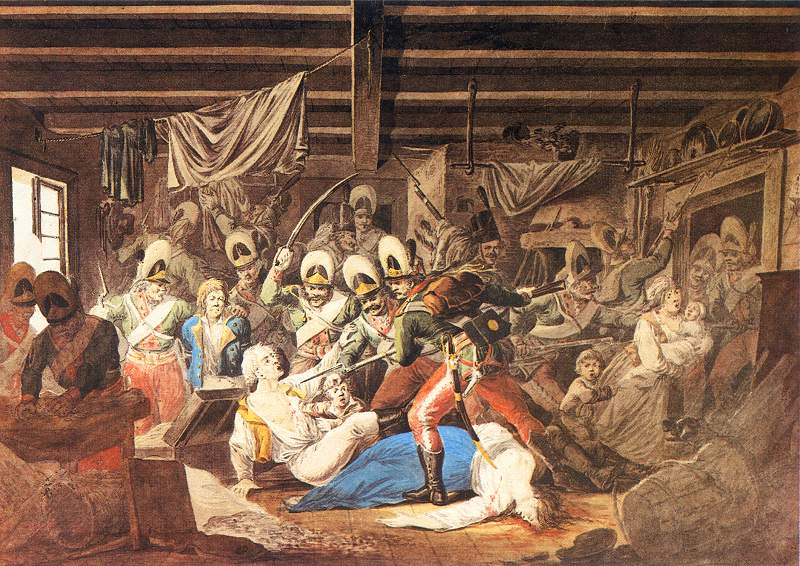
Massaker von Praga nach der Schlacht um Warschau

- 4. November: In der Schlacht bei Praga, östlich von Warschau schlagen russische Truppen den Kościuszko-Aufstand in Polen endgültig nieder. Nach der Schlacht kommt es zu einem Massaker an der Zivilbevölkerung. Der Aufstand bietet den Anlass zur endgültigen Liquidierung Polens 1795.

#### Heiliges Römisches Reich

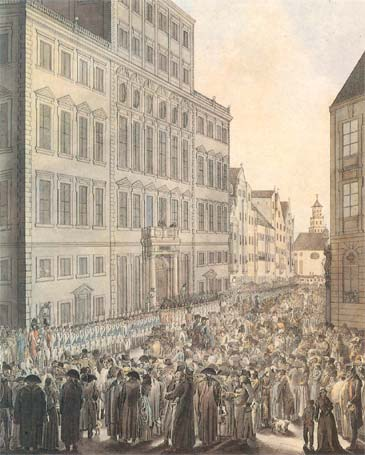
Niederschlagung des Augsburger Weberaufstands durch württembergische Soldaten, zeitgenössische Darstellung von Franz Thomas Weber

- 29. Januar/25. Februar: Hunderte Webermeister stürmen das Augsburger Rathaus und setzen ein Importverbot für ausländische Waren durch.
- 1. Juni: Inkrafttreten des bis 1900 gültigen Allgemeinen Landrechts für die preußischen Staaten
- 24. Dezember: Der Weberaufstand in der Freien Reichsstadt Augsburg wird durch den Einsatz von Truppen des Schwäbischen Reichskreises niedergeschlagen, die auf Kosten der Weber in der Stadt Quartier beziehen.

#### Eidgenossenschaft
Memorial und Stäfner Handel

#### Vereinigte Staaten
- 9. Januar: Eine Eingabe deutscher Einwanderer in den USA führt zur Muhlenberg-Legende. Es handelt sich um eine Abstimmung über einen Antrag auf Veröffentlichung von Gesetzen in deutscher Sprache. Dieser wird mit 42 zu 41 Stimmen abgelehnt.
- 4. März: Der US-Kongress schlägt einen Zusatzartikel vor der die Bundesstaaten vor Klagen von Einwohnern anderer Bundesstaaten und ausländischer Staaten schützt. Er wird am 7. Februar 1795 als 11. Zusatzartikel ratifiziert.

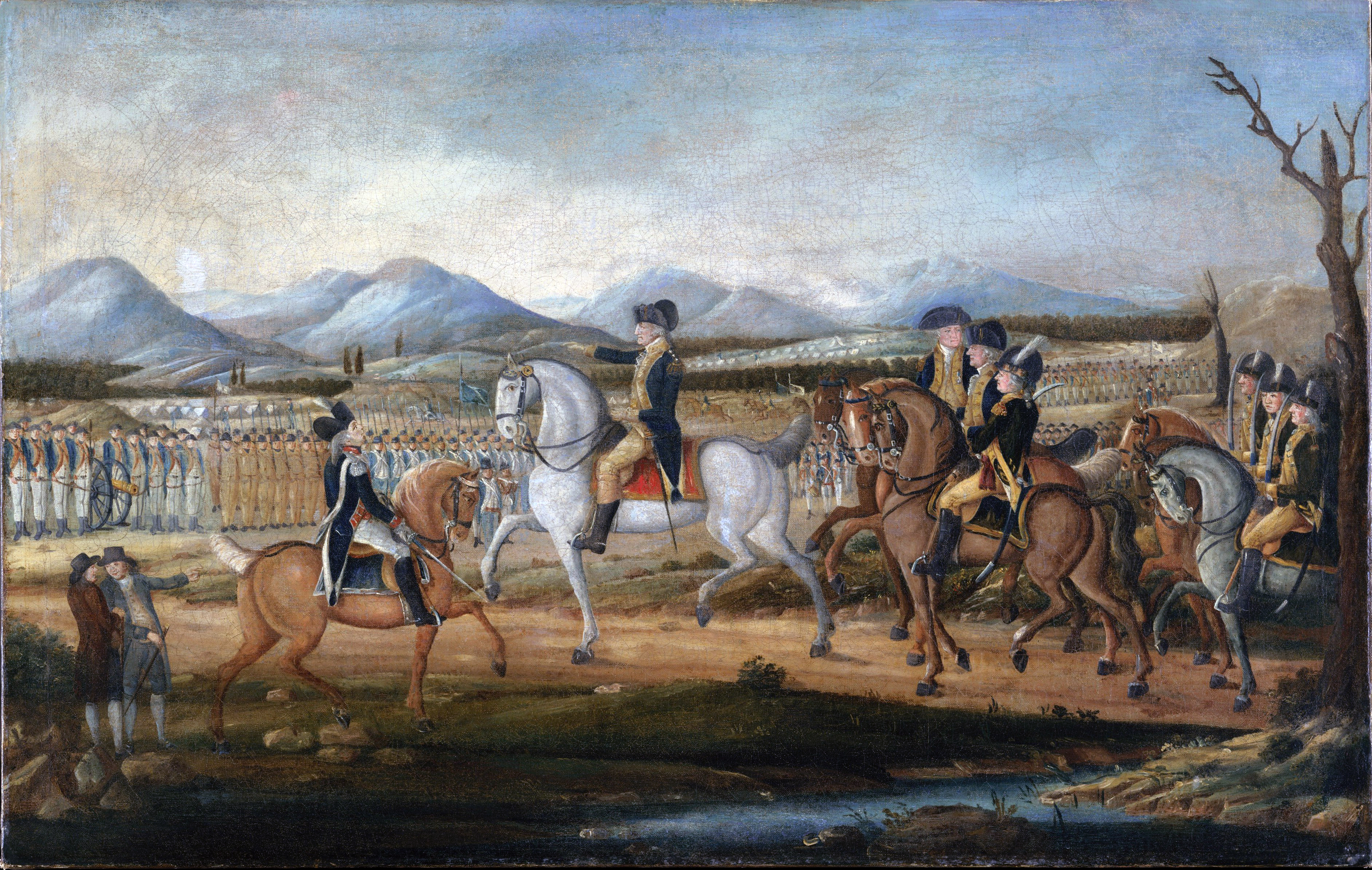
Washington führt seine Truppen nach Pennsylvania

- 7. August: Mehrere tausend bewaffnete Siedler aus dem Monongahela Valley im Westen Pennsylvanias ziehen nach Pittsburgh, um gegen eine Steuer auf Alkohol zu kämpfen. Die „Whiskey-Rebellion“ wird vom Militär unter dem Kommando von US-Präsident George Washington schnell niedergeschlagen.

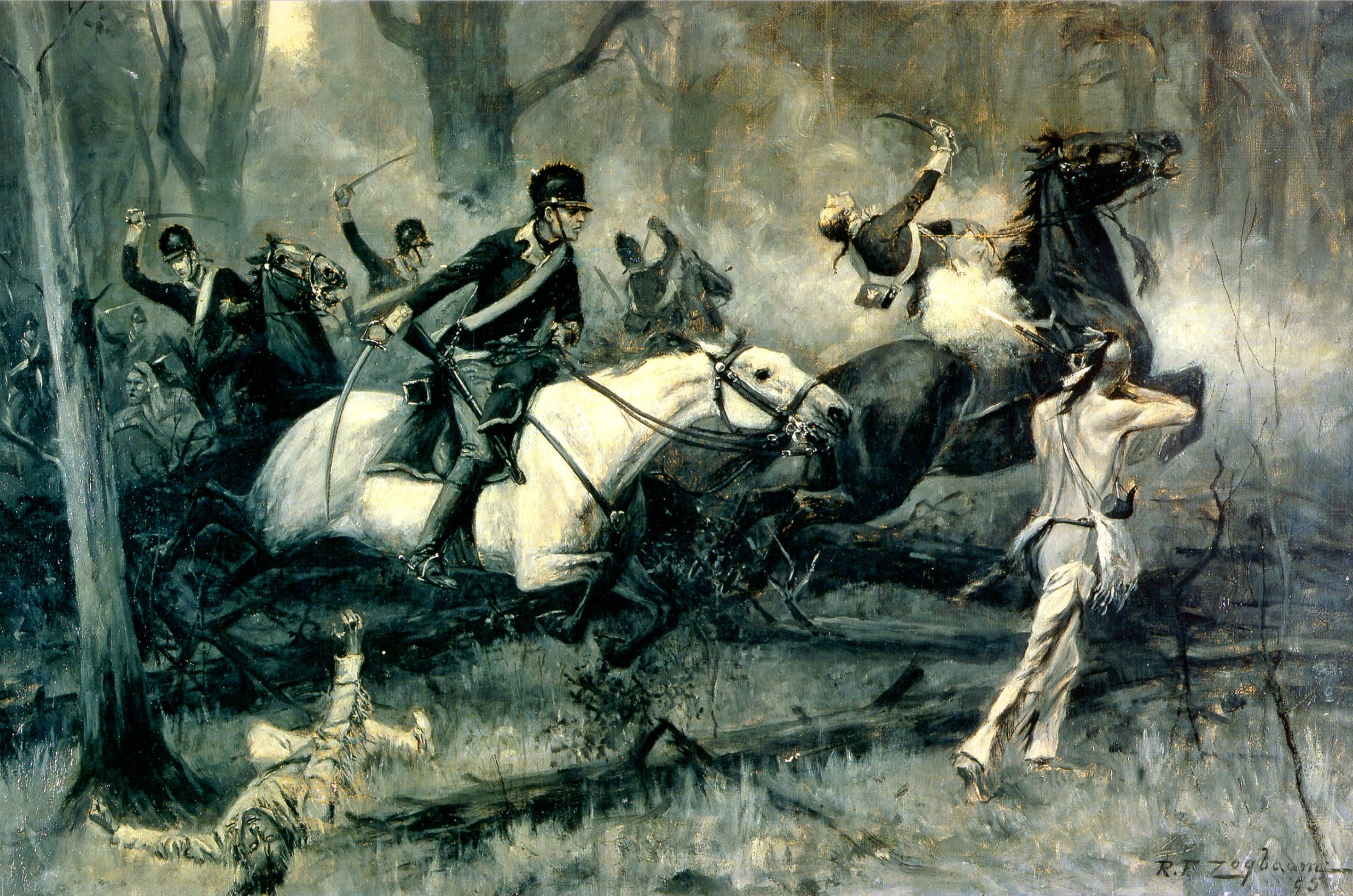
Schlacht von Fallen Timbers

- 20. August: In der Schlacht von Fallen Timbers schlagen die Truppen der Vereinigten Staaten eine Allianz von Chippewa, Ottawa, Potawatomi, Shawnee, Delaware und Mingo, die vom Shawnee-Häuptling Weyapiersenwah angeführt wird.
- 19. November: In London unterzeichnen US-Unterhändler John Jay und der Außenminister des Königreichs Großbritannien den Jay-Vertrag.
- Verabschiedung des Act to Prohibit the Carrying on the Slave Trade from the United States to any Foreign Place or Country (auch: Slave Trade Act of 1794), eines Bundesgesetzes, das den Import von Sklaven (meist Menschen aus Afrika) einschränkt.

### Wirtschaft

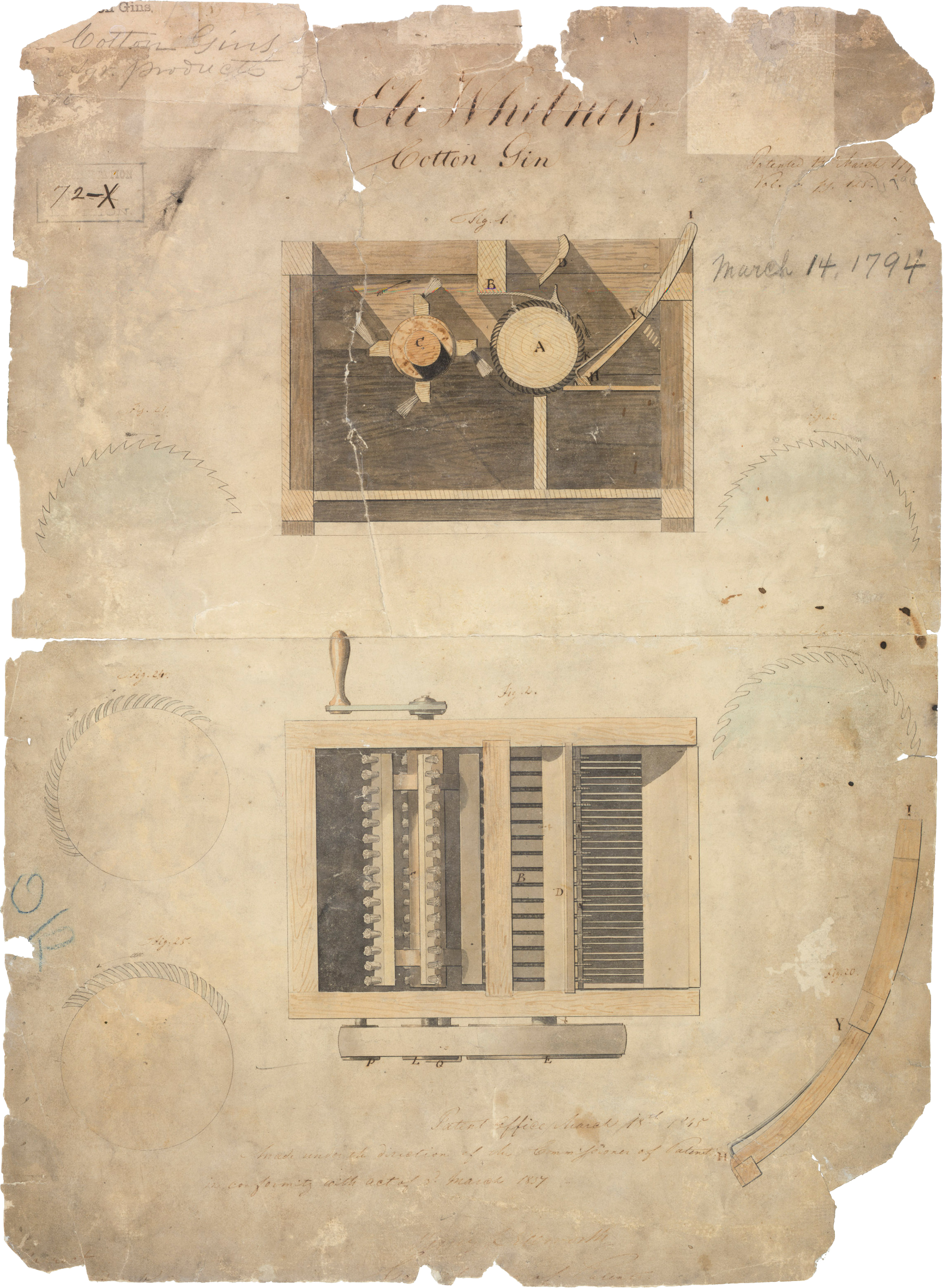
Das Patent für Cotton Gin

- 14. März: Der Farmerssohn Eli Whitney erhält in den USA das Patent auf die von ihm erfundene Egreniermaschine zur Entkörnung von Baumwolle. Damit wird der großflächige Anbau der Pflanze in den Südstaaten lukrativ. Für das Abernten werden Sklaven benötigt und eingesetzt.
- 1. November: Heinrich Anton Christoph Seeliger eröffnet in Wolfenbüttel ein Handelsgeschäft, aus dem in den 1880er Jahren das Bankhaus C. L. Seeliger hervorgeht.

### Wissenschaft und Technik
- 11. März: In Paris wird die École centrale des travaux publics gegründet, die später als École polytechnique zu einer der Elitehochschulen Frankreichs avanciert.
- 10. September: Als Blount College wird die University of Tennessee ins Leben gerufen.
- Erasmus Darwin stellt Überlegungen an, ob es einen möglichen Stammbaum allen Lebens gebe. Sie gehen in sein Werk Zoonomia ein.
- Der finnische Chemiker Johan Gadolin entdeckt mit Yttrium das erste chemische Element aus der Gruppe der Metalle der Seltenen Erden.

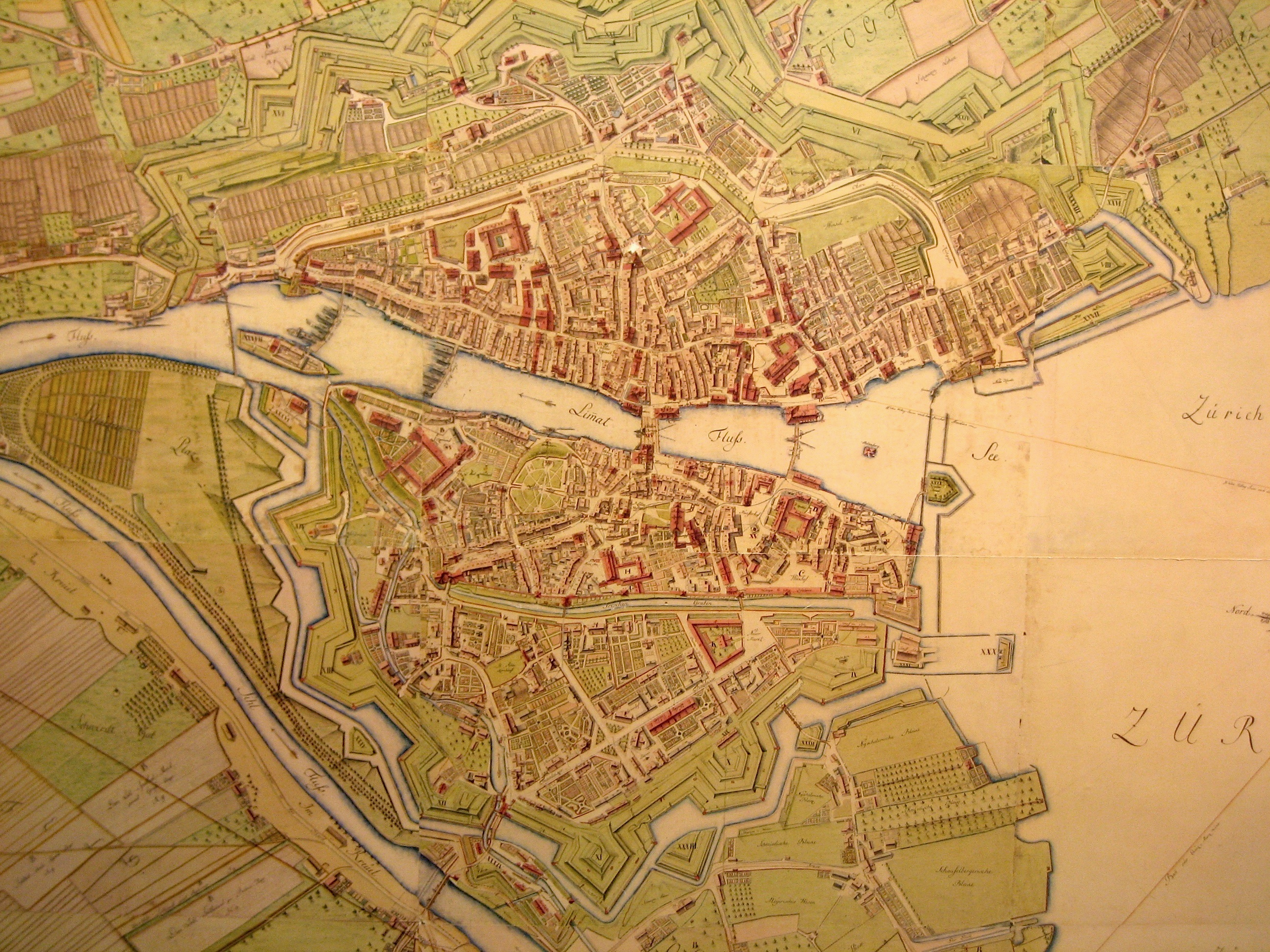
Zürich auf dem Müllerplan von 1793

- Der Müllerplan der Stadt Zürich erscheint.
- Die Religion innerhalb der Grenzen der bloßen Vernunft von Immanuel Kant erscheint wegen Zensurproblemen erst mit einjähriger Verspätung.

### Kultur
- 26. Februar: Die Uraufführung der Oper Le Congrès des rois von Henri Montan Berton findet an der Opéra-Comique in Paris statt.
- 1. Juli: Die Komödie Agricol Viala ou Le Héros de la Durance von Henri Montan Berton wird an der Opéra-Comique in Paris uraufgeführt.
- 24. August: In der Schrift Rapport sur les destructions opérées par le vandalisme prangert der französische Priester Henri Grégoire die Zerstörungswut der radikalen Jakobiner während der Revolution an und verwendet dabei erstmals das Vokabel Vandalismus.
- 26. August: Die Uraufführung der musikalischen Komödie Le astuzie femminili (Die weiblichen Listen) von Domenico Cimarosa erfolgt am Teatro dei Fiorentini in Neapel.
- 13. Dezember: Die Uraufführung der Oper Eliza ou Le Voyage au glaciers du Mont Saint-Bernard (Elisa oder Die Reise auf den Großen St. Bernhard) von Luigi Cherubini erfolgt am Théâtre Feydeau in Paris.
- Das 1758 gegründete Kupferstich- und Zeichnungskabinett des Kurfürsten Carl Theodor von der Pfalz wird vor der anrückenden französischen Armee in Sicherheit gebracht und vom Mannheimer Schloss nach München überführt.

### Religion

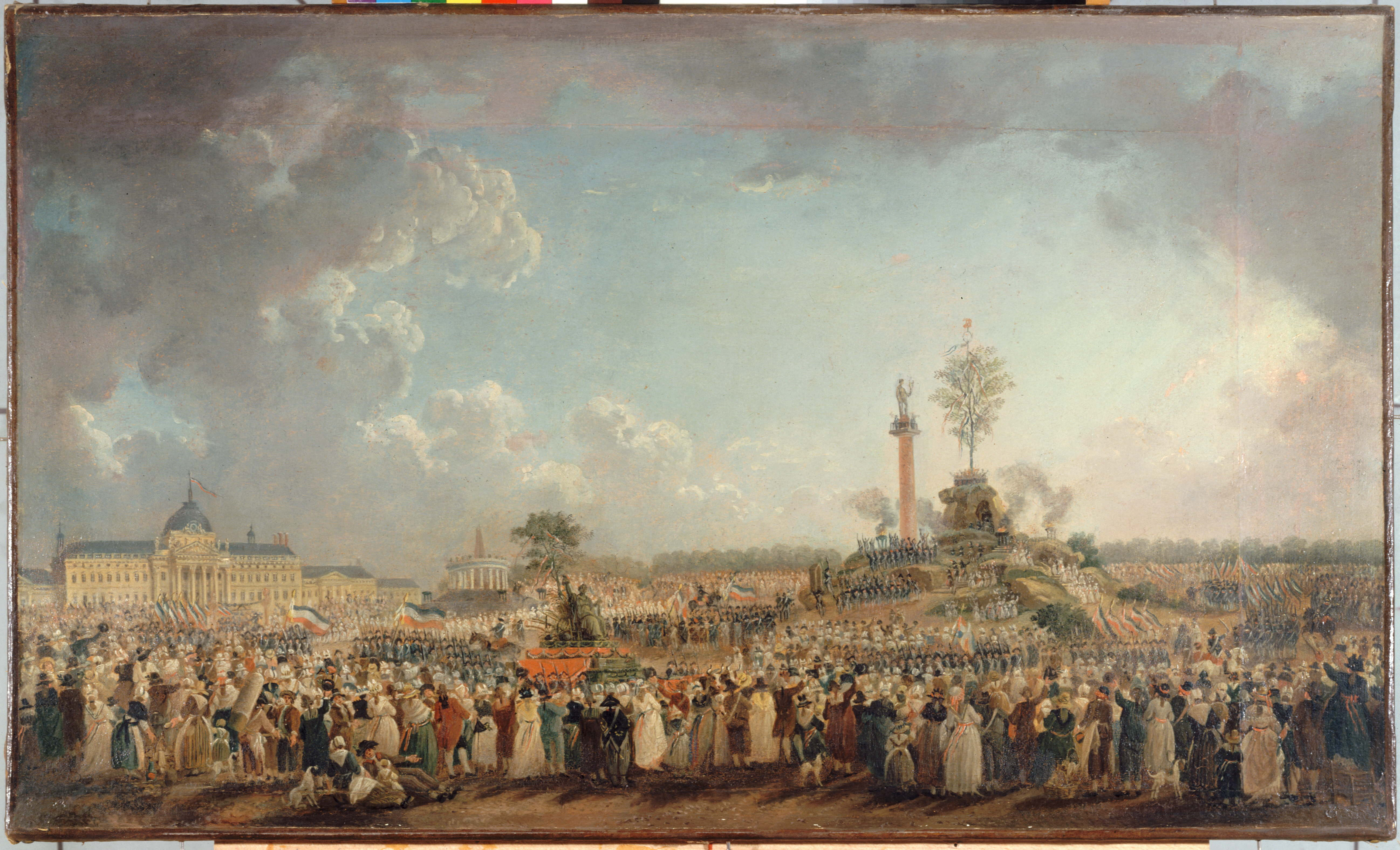
Das Fest des Höchsten Wesens auf dem Pariser Marsfeld

- 8. Juni: Maximilian de Robespierre leitet in Frankreich die offiziellen Veranstaltungen zum Fest des höchsten Wesens in den Tuilerien und auf dem Marsfeld. Der Kult soll die christliche Religion ersetzen.

### Katastrophen
- 26. Februar: Das erste Schloss Christiansborg brennt in Kopenhagen nieder.
- 15. Juli: Ein Lavastrom des Vesuvs verschüttet den Ort Torre del Greco.
- 8. Dezember: Sechs Jahre nach dem ersten großen Brand zerstört eine neuerliche Brandkatastrophe einen großen Teil von New Orleans.

## Geboren

### Erstes Quartal
- 05. Januar: Gottfried Carl Freitag, deutscher Pfarrer und Autor († 1872)
- 06. Januar: Gašpar Mašek, tschechischer Komponist († 1873)
- 07. Januar: Eilhard Mitscherlich, deutscher Chemiker und Mineraloge († 1863)
- 07. Januar: Heinrich Wilhelm Schott, österreichischer Botaniker († 1865)
- 09. Januar: Jacques-Arsène-Polycarpe-François Ancelot, französischer Dramatiker und Bibliothekar († 1854)
- 15. Januar: Noah Noble, US-amerikanischer Politiker († 1844)
- 16. Januar: Maximilian Joseph von Chelius, deutscher Augenarzt und Chirurg († 1876)
- 20. Januar: Emilie Reinbeck, deutsche Salonnière und Landschaftsmalerin († 1846)
- 21. Januar: Adolf Ludwig Follen, deutscher Burschenschafter, Schriftsteller und Verleger († 1855)
- 29. Januar: Francisco Ferrera, Präsident von Honduras († 1851)
- 08. Februar: Agnes Franz, deutsche Schriftstellerin († 1843)
- 08. Februar: Friedlieb Ferdinand Runge, deutscher Chemiker († 1867)
- 11. Februar: Gustav Friedrich Waagen, deutscher Kunsthistoriker († 1868)
- 12. Februar: Alexander Petrow, russischer Schachspieler († 1867)
- 13. Februar: Johann Jacob Achelius, deutscher Glasermeister († 1870)
- 17. Februar: Heinrich Eduard Schmieder, Theologe und Ehrenbürger Wittenbergs († 1893)
- 20. Februar: William Carleton, irischer Schriftsteller († 1869)
- 21. Februar: Antonio López de Santa Anna, mexikanischer General und Politiker († 1876)
- 22. Februar: Joseph Duncan, US-amerikanischer Politiker († 1844)
- 23. Januar: Eduard Friedrich von Eversmann, deutscher Biologe und Forschungsreisender († 1860)
- 26. Februar: Heinrich August Pierer, deutscher Offizier, Verleger und Lexikograf († 1850)
- 03. März: Friedrich Busse, deutscher Betriebsdirektor und Erfinder († 1862)
- 05. März: Jacques Babinet, französischer Physiker († 1872)
- 10. März: Henriette d’Angeville, französische Bergsteigerin († 1871)
- 10. März: Francisco de Paula de Borbón, Infant von Spanien († 1865)
- 12. März: George Tomlinson, Geistlicher der Anglikanischen Kirche, erster Lord Bishop of Gibraltar in Europe († 1863)
- 14. März: Józef Bem, polnischer General († 1850)
- 15. März: Friedrich Christian Diez, deutscher Romanist († 1876)
- 15. März: Felician Martin von Zaremba, russischer Diplomat, Prediger und Missionar († 1874)
- 16. März: Lawrence Brainerd, US-amerikanischer Politiker († 1870)
- 20. März: René Primevère Lesson, französischer Arzt und Naturforscher († 1849)
- 23. März: Albrecht von Alvensleben, preußischer Finanzminister († 1858)
- 24. März: Samuel Weishaupt, Schweizer Theologe und Chorleiter († 1874)
- 25. März: Emile Guers, französisch-schweizerischer Geistlicher und Begründer der Genfer Freikirche († 1882)
- 26. März: Julius Schnorr von Carolsfeld, deutscher Maler der deutschen Romantik († 1872)
- 31. März: Thomas McKennan, US-amerikanischer Politiker († 1852)
- 31. März: Karl Friedrich Christian Hasselmann, deutscher Pfarrer und Politiker († 1882)

### Zweites Quartal
- 08. April: Friedrich Leonhardi, deutscher Advokat, Regierungsprokurator und Abgeordneter im Fürstentum Waldeck († 1837)
- 09. April: Theobald Böhm, Flötist und Flötenbaumeister († 1881)
- 09. April: Carolus Magnus Hutschenreuther, deutscher Porzellanunternehmer († 1845)
- 10. April: Matthew C. Perry, US-amerikanischer Marineoffizier († 1858)
- 10. April: John McCracken Robinson, US-amerikanischer Politiker († 1843)
- 11. April: Edward Everett, US-amerikanischer Politiker und Außenminister († 1865)
- 12. April: Germinal Pierre Dandelin, belgischer Mathematiker († 1847)
- 13. April: Marie-Jean-Pierre Flourens, französischer Physiologe († 1867)
- 17. April: Carl Friedrich Philipp von Martius, deutscher Naturforscher, Botaniker und Ethnograph († 1868)
- 25. April: Asaf Jah IV., Fürst von Hyderabad († 1857)
- 04. Mai: Heinrich Boie, deutscher Zoologe († 1827)
- 05. Mai: Heinrich Salomon Hoffmann, deutscher Drogist und Unternehmer († 1852)
- 06. Mai: Carl Arnold, norwegischer Komponist († 1873)
- 12. Mai: George Cathcart, britischer General († 1854)
- 13. Mai: Karl Hoeck, deutscher Altphilologe und Althistoriker († 1877)
- 17. Mai: Frédéric Monod, schweizerisch-französischer evangelischer Geistlicher († 1863)
- 19. Mai: Johann-Peter Weyer, Kölner Stadtbaumeister und Kunstsammler († 1864)
- 23. Mai: Ignaz Moscheles, böhmischer Komponist, Pianist und Musikpädagoge († 1870)
- 24. Mai: William Whewell, britischer Philosoph und Wirtschaftshistoriker († 1866)
- 26. Mai: Friedrich Wilhelm Rembert von Berg, russischer Feldmarschall († 1874)

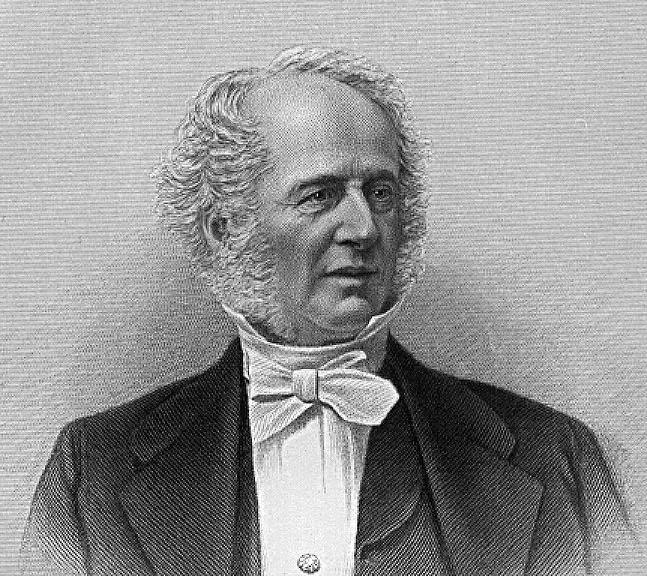
Cornelius Vanderbilt

- 27. Mai: Cornelius Vanderbilt, US-amerikanischer Unternehmer († 1877)
- 29. Mai: Johann Heinrich von Mädler, deutscher Astronom († 1874)
- 04. Juni: Friedrich von Römer, Abgeordneter in der Frankfurter Nationalversammlung († 1864)
- 12. Juni: Karl Horn, Theologe, Mitgründer der Jenaer Urburschenschaft († 1879)
- 24. Juni: Henricus Egbertus Vinke, niederländischer reformierter Theologe († 1862)
- 27. Juni: Karl Joseph Beck, deutscher Mediziner und Hochschullehrer († 1838)
- 28. Juni: John Biscoe, englischer Entdecker († 1843)
- 29. Juni: Heinrich XX., Fürst Reuß zu Greiz († 1859)
- 29. Juni: Ferdinand Wachter, deutscher Historiker und Hochschullehrer († 1861)

### Drittes Quartal
- 03. Juli: Eberhard Friedrich Walcker, deutscher Orgelbauer († 1872)
- 05. Juli: Sylvester Graham, Verfechter der Reformdiät in den USA († 1851)
- 06. Juli: Wilhelm Hensel, deutscher Maler († 1861)
- 09. Juli: Gotthilf August von Maltitz, deutscher Schriftsteller († 1837)
- 25. Juli: Nikolai Murawjow, russischer General im Krimkrieg († 1866)
- 25. Juli: Amalie Sieveking, Mitbegründerin der organisierten Diakonie in Deutschland († 1859)
- 27. Juli: Ignaz Bösendorfer, österreichischer Klavierbauer († 1859)
- 29. Juli: Auguste Regnaud de Saint-Jean d’Angely, französischer General und Marschall von Frankreich († 1870)
- 29. Juli: Thomas Corwin, US-amerikanischer Politiker († 1865)
- 30. Juli: Johann Martin Lappenberg, deutscher Historiker († 1865)
- 01. August: Wilhelm Lang, deutscher Orgelbauer († 1858)
- 04. August: Josef Proksch, tschechisch-deutscher Komponist († 1864)
- 09. August: Achille Valenciennes, französischer Zoologe († 1865)
- 10. August: Amalie von Sachsen, deutsche Komponistin und Schriftstellerin († 1870)
- 10. August: Leopold Zunz, deutscher Wissenschaftler († 1886)
- 12. August: Jacques Martin, Schweizer evangelische Geistlicher († 1874)
- 15. August: Elias Magnus Fries, schwedischer Botaniker († 1878)
- 16. August: Richard La Nicca, Schweizer Ingenieur († 1883)
- 22. August: Friedrich Gotthilf Osann, deutscher Altphilologe († 1858)
- 29. August: Léon Cogniet, französischer Maler († 1880)
- 30. August: Stephen W. Kearny, US-amerikanischer Offizier († 1848)
- 02. September: Friedrich August Köttig, Erfinder an der Königlichen Porzellanmanufaktur in Meissen († 1864)
- 03. September: Kurt Alexander Winkler, deutscher Chemiker und Metallurg († 1862)
- 06. September: Joseph Anton Dreher, deutscher Orgelbauer († 1849)
- 07. September: Johannes Friedrich Posselt, deutsch-dänischer Mathematiker und Astronom († 1823)
- 08. September: Douglas Charles Clavering, schottischer Forschungsreisender († 1827)
- 10. September: François Benoist, französischer Organist, Orgellehrer und Komponist († 1878)
- 10. September: Philipp Geigel, deutscher Richter und Politiker († 1855)
- 15. September: Heinrich Emanuel Merck, Chemiker und Fabrikant († 1855)
- 17. September: Ephraim Hubbard Foster, US-amerikanischer Politiker († 1854)
- 25. September: Chiarissimo Falconieri Mellini, italienischer Erzbischof und Kardinal († 1859)
- 26. September: Wilhelm Legrand, Schweizer evangelischer Geistlicher († 1874)
- 30. September: Carl Joseph Begas, deutscher Maler († 1854)

### Viertes Quartal
- 01. Oktober: Leopold IV., Herzog von Anhalt-Dessau († 1871)
- 03. Oktober: Herman Johan Royaards niederländischer reformierter Theologe und Kirchenhistoriker († 1854)
- 07. Oktober: Wilhelm Müller, deutscher Dichter († 1827)
- 10. Oktober: Ichabod Goodwin, US-amerikanischer Politiker († 1882)
- 12. Oktober: Carl von La Roche, deutscher Schauspieler († 1884)
- 13. Oktober: Josef Annegarn, deutscher Theologe, Pädagoge und Professor († 1843)
- 13. Oktober: Anselm Hüttenbrenner, österreichischer Komponist und Musikkritiker († 1868)
- 18. Oktober: Ferdinand Schubert, österreichischer Komponist († 1859)
- 19. Oktober: Nikolaus München, Kölner Dompropst († 1881)
- 23. Oktober: Oliver H. Smith, US-amerikanischer Politiker († 1859)
- 28. Oktober: Leopold Ferdinand Eduard Dietrich von Arnim, preußischer Generalleutnant († 1856)
- 03. November: William Cullen Bryant, US-amerikanischer Dichter und Journalist († 1878)
- 05. November: Johann Jacob Baeyer, preußischer Generalleutnant und Geodät († 1885)
- 06. November: Aimable Pélissier, französischer General und Staatsmann, Marschall von Frankreich († 1864)
- 10. November: Alexander O. Anderson, US-amerikanischer Politiker († 1869)
- 11. November: Friedrich Albert Fallou, deutscher Rechtsanwalt und Bodenkundler († 1877)
- 13. November: William Wright, US-amerikanischer Politiker († 1866)
- 15. November: Georg Benjamin Mendelssohn, deutscher Geograph, Hochschullehrer und Schriftsteller († 1874)
- 16. November: Johann Baptist Coronini-Cronberg, Militär- und Zivilgouverneur im Banat und in der serbischen Woiwodschaft († 1880)
- 20. November: Eduard Rüppell, deutscher Naturwissenschaftler und Afrikaforscher († 1884)
- 23. November: Juan Cruz Varela, argentinischer Schriftsteller, Journalist und Politiker († 1839)
- 30. November: Gottlieb Heinrich Zeller, württembergischer Pharmazeut und Apotheker († 1864)
- 06. Dezember: Luigi Lablache, italienischer Opernsänger (Bassist) († 1858)
- 22. Dezember: James DuPasquier, Schweizer evangelischer Geistlicher († 1869)
- 27. Dezember: William C. Preston, US-amerikanischer Politiker († 1860)

### Genaues Geburtsdatum unbekannt
- Mirza-Schaffy, aserbaidschanischer Dichter († 1852)
- Basile Kfoury, libanesischer Bischof in Ägypten († 1859)

## Gestorben

### Januar bis April
- 03. Januar: Joachim Ludwig Heydert, königlicher Hofgärtner in Potsdam (* 1716)
- 03. Januar: Giuseppe Paladini, italienischer Maler (* 1721)
- 04. Januar: Nikolaus von Luckner, Marschall von Frankreich (* 1722)
- 06. Januar: Jacob Berthout van Berchem, niederländischer Kaufmann und Sklavenhändler (* 1736)
- 06. Januar: Maurice Joseph Louis Gigost d’Elbée, Anführer der Aufständischen während des Vendée-Aufstands (* 1752)
- 08. Januar: Justus Möser, deutscher Schriftsteller und Politiker (* 1720)
- 10. Januar: Johann Georg Adam Forster, Naturforscher, Journalist, Revolutionär (* 1754)
- 11. Januar: Jakob Mauvillon, deutscher Militärschriftsteller (* 1743)
- 16. Januar: Edward Gibbon, britischer Historiker (* 1737)
- 17. Januar: Wilhelm Paul Verpoorten, deutscher Pädagoge und lutherischer Theologe (* 1721)
- 22. Januar: Anton Fürst Esterházy, Fürst der Magnatenfamilie Esterházy (* 1738)
- 25. Januar: Georg Marcus Stein, deutscher Orgelbauer (* 1738)
- 28. Januar: Henri de La Rochejaquelein, Anführer der Aufständischen während des Vendée-Aufstands (* 1772)
- 10. Februar: Jacques Roux, französischer Revolutionär (* 1752)
- 16. Februar: Werner Friedrich Abraham von Arnim, preußischer Beamter (* 1747)
- 16. Februar: Étienne Charles de Loménie de Brienne, französischer Politiker und Kleriker (* 1727)
- 21. Februar: Natalis Pinot, französischer Priester und Märtyrer (* 1747)
- 27. Februar: Vicente de Herrera y Rivero, spanischer Jurist und Vizekönig von Neuspanien (* 1743)
- 02. März: Ludwig, letzter regierender Fürst von Nassau-Saarbrücken (* 1745)
- 04. März: Franz Anton Zeiller, österreichischer Maler (* 1716)
- 05. März: Caspar Friedrich Wolff, deutscher Physiologe, Anatom und Botaniker (* 1734)
- 16. März: Maria Katharina Prestel, deutsche Malerin, Kupferstecherin und Radiererin (* 1747)
- 24. März: Anacharsis Cloots, Politiker und Revolutionär in Paris (* 1755)
- 24. März: Jacques-René Hébert, französischer Revolutionär (* 1757)
- 24. März: Antoine-François Momoro, französischer Politiker (* 1755)
- 24. März: Charles-Philippe Ronsin, französischer Politiker (* 1751)
- 24. März: François-Nicolas Vincent, französischer Politiker (* 1767)
- 25. März: Christian Friedrich Franke, deutscher evangelischer Theologe (* 1767)
- 26. März: Juan Francisco de la Bodega y Quadra, spanischer Marine-Offizier, Seefahrer und Entdecker (* 1743)
- 29. März: Marie Jean Antoine Nicolas Caritat, Marquis de Condorcet, französischer Philosoph, Mathematiker (* 1743)
- 30. März: Johann Sebastian Barnabas Pfaff, deutscher Bildhauer (* 1747)
- 31. März: Bernardino Galliari, italienischer Maler (* 1707)
- 05. April: François Chabot, französischer Revolutionär (* 1756)
- 05. April: Georges Danton, Rechtsanwalt, Politiker in der Französischen Revolution (* 1759)
- 05. April: Jean-François Delacroix, französischer Revolutionär (* 1753)
- 05. April: Camille Desmoulins, französischer Revolutionär (* 1760)
- 05. April: Fabre d’Églantine, französischer Dichter (* 1750)
- 05. April: Junius Frey, französischer Revolutionär (* 1753)
- 05. April: Marie-Jean Hérault de Séchelles, Politiker während der französischen Revolution (* 1759)
- 05. April: Pierre Philippeaux, französischer Jurist und Politiker (* 1754)
- 05. April: François-Joseph Westermann, französischer General (* 1751)
- 13. April: Nicolas Chamfort, französischer Schriftsteller (* 1741)
- 13. April: Pierre-Gaspard Chaumette, Politiker während der französischen Revolution (* 1763)
- 13. April: Lucile Desmoulins, französische Revolutionärin und Frauenrechtlerin, Gattin von Camille Desmoulins (* 1770)
- 13. April: Arthur Dillon, französischer General (* 1750)
- 22. April: Georg Philipp Dohlhoff, Apotheker und Bürgermeister der Pfälzer Kolonie in Magdeburg (* 1734)
- 22. April: Isaac René Guy Le Chapelier, französischer Politiker (* 1754)
- 22. April: Chrétien-Guillaume de Lamoignon de Malesherbes, französischer Staatsmann, Minister und Verteidiger Ludwigs XVI. (* 1721)
- 24. April: Fredrik Axel von Fersen, schwedischer General und Staatsmann (* 1719)
- 27. April: James Bruce, schottischer Reisender (* 1730)
- 27. April: William Jones, englischer Orientalist und Jurist, Richter am Obersten Gericht in Kalkutta (* 1746)
- 27. April: Nikolaus Rummel der Ältere, österreichischer Orgelbauer (* um 1704)
- 27. April: Everard Scheidius, niederländischer reformierter Theologe, Philologe und Orientalist (* 1742)
- 28. April: Charles Henri d’Estaing, französischer Marineoffizier und Admiral (* 1729)
- 28. April: Gabriel Louis François de Neufville, duc de Villeroy, Pair von Frankreich (* 1731)
- 30. April: Johann Daniel Müller, deutscher Theologe und Schriftsteller (* 1721)

### Mai bis August

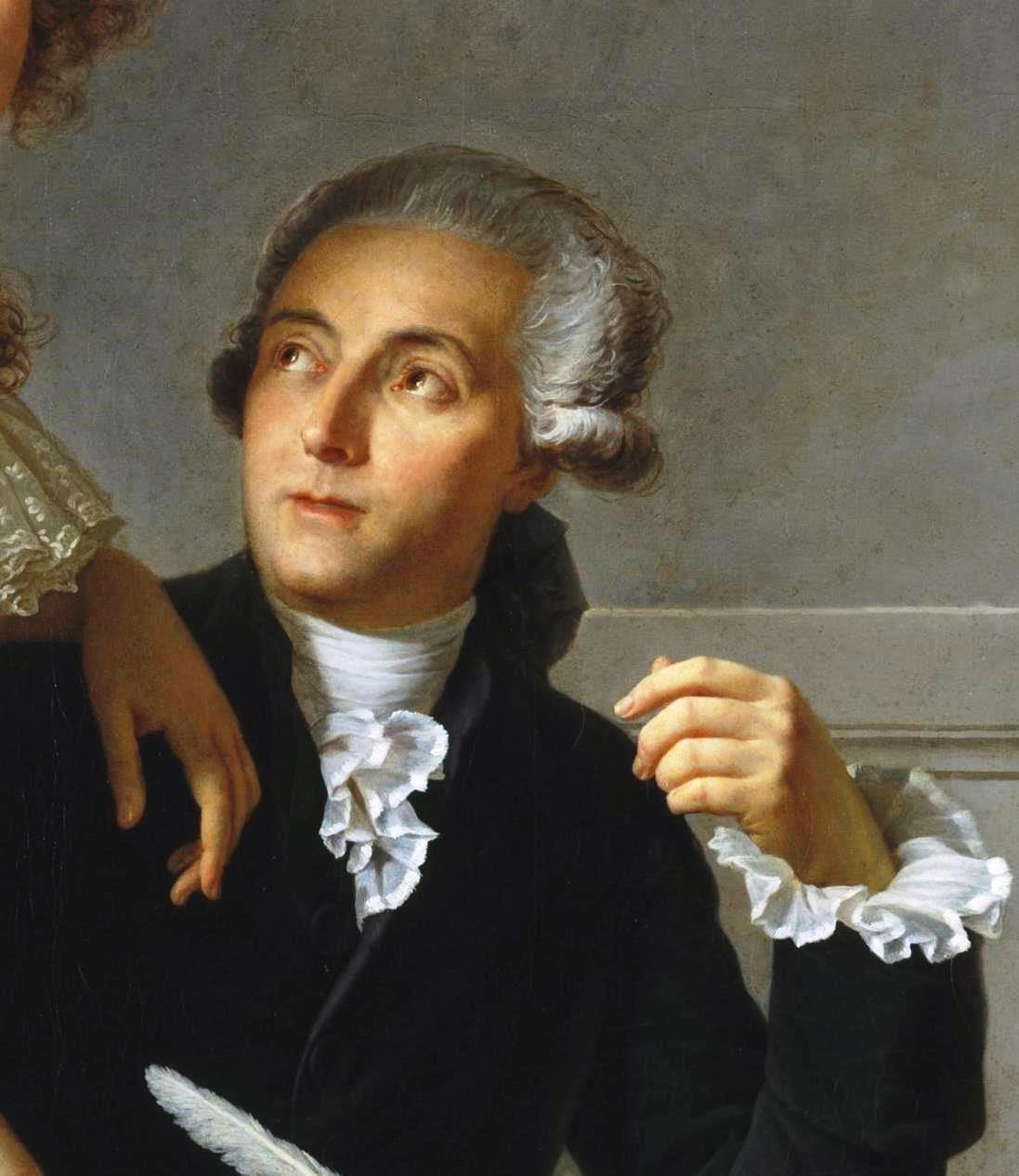
Antoine Lavoisier

- 08. Mai: Antoine Laurent de Lavoisier, Mitbegründer der neuzeitlichen Chemie (* 1743)
- 10. Mai: Élisabeth Philippe Marie Hélène de Bourbon, französische Prinzessin (* 1764)
- 22. Mai: Enea Arnaldi, italienischer Architekt (* 1716)
- 25. Mai: David Fels-Zollikofer, Schweizer evangelischer Geistlicher (* 1719)
- 02. Juni: Friedrich von Anhalt, Graf von Anhalt (* 1732)
- 02. Juni: Gottlieb Lebrecht Spohn, deutscher Pädagoge, Philologe und evangelischer Theologe (* 1756)
- 08. Juni: Gottfried August Bürger, deutscher Dichter (* 1747)
- 11. Juni: Christoph Friedrich Reinhold Lisiewsky, deutscher Porträtmaler (* 1725)
- 12. Juni: Johann Wenzel von Bärnkopp, österreichischer Feldzeugmeister (* 1723)
- 16. Juni: Georg Heinrich von Roßkampff, Bürgermeister von Heilbronn (* 1720)
- 19. Juni: Richard Henry Lee, Präsident des amerikanischen Kontinentalkongresses (* 1732)
- 19. Juni: Ildephons Schwarz, deutscher katholischer Theologe (* 1752)
- 24. Juni: François-Nicolas-Léonard Buzot, französischer Revolutionär (* 1760)
- 27. Juni: Amélie de Boufflers, Herzogin von Biron (* 1751)
- 27. Juni: Wenzel Anton Graf Kaunitz, österreichischer Politiker (* 1711)
- 27. Juni: Simon Nicolas Henri Linguet, französischer Schriftsteller (* 1736)
- 27. Juni: Claude-Victor de Broglie, französischer Politiker und General (* 1756)
- 27. Juni: Philippe de Noailles, duc de Mouchy, Marschall von Frankreich (* 1715)
- 30. Juni: Rozalia Lubomirska, polnische Adlige, Opfer der Französischen Revolution (* 1768)
- 02. Juli: František Xaver Pokorný, böhmischer Komponist (* 1729)
- 03. Juli: Vinzenz von Orsini-Rosenberg, Landeshauptmann von Kärnten (* 1722)
- 10. Juli: Gaspard de Bernard de Marigny, Anführer der Aufständischen während des Vendée-Aufstands (* 1754)
- 14. Juli: Jean Frédéric Edelmann, elsässischer Komponist (* 1749)
- 23. Juli: Christoph Albrecht von Auer, preußischer Beamter (* 1710)
- 23. Juli: Alexandre de Beauharnais, französischer Präsident der Nationalversammlung (* 1760)
- 25. Juli: Friedrich von der Trenck, preußischer Offizier und Abenteurer (* 1727)
- 25. Juli: André Chénier, französischer Schriftsteller (* 1762)
- 28. Juli: Georges Couthon, französischer Revolutionär (* 1755)
- 28. Juli: François Hanriot, französischer Revolutionär (* 1759)

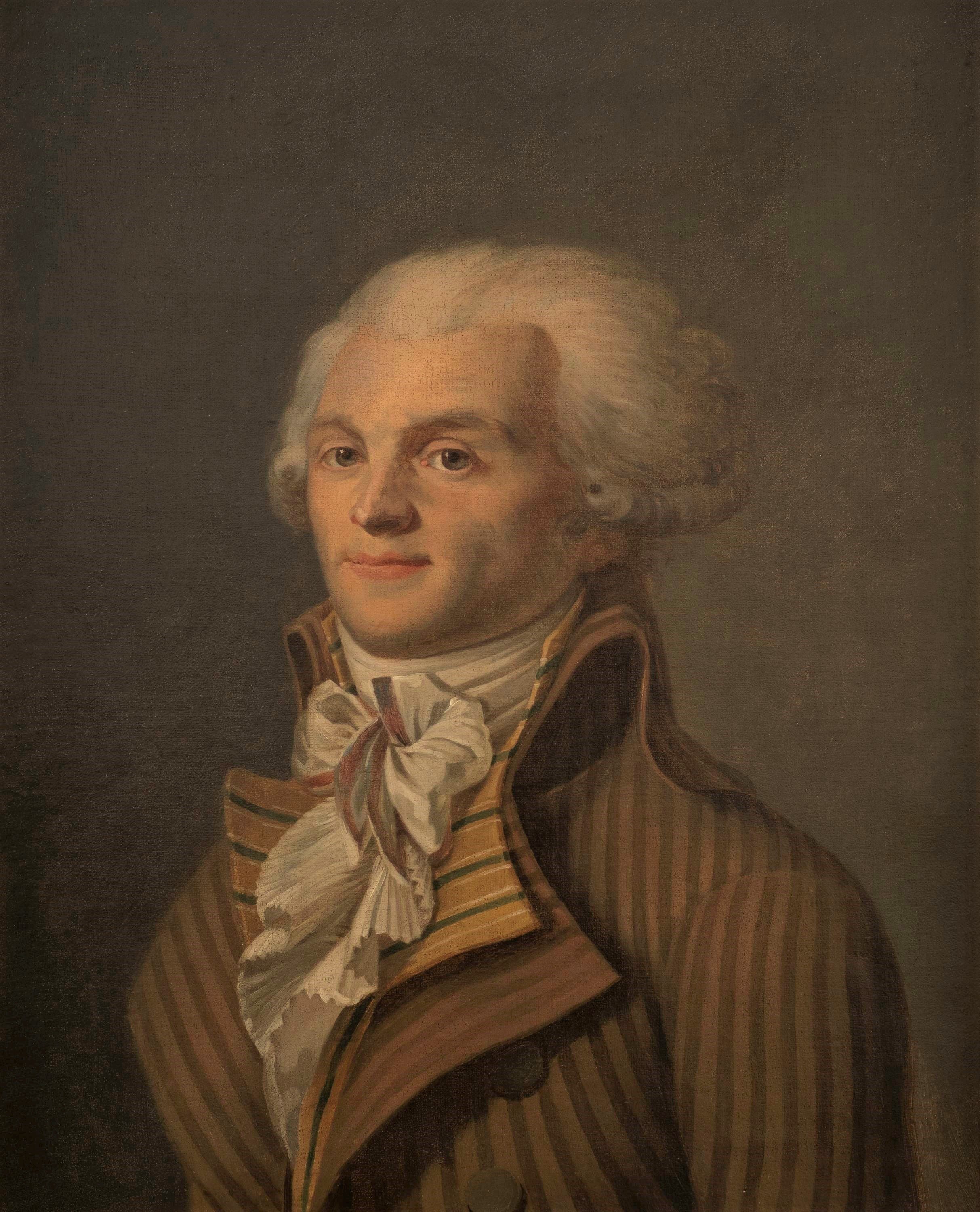
Maximilien Robespierre, um 1793

- 28. Juli: Maximilien de Robespierre, Politiker während der französischen Revolution (* 1758)
- 28. Juli: Augustin Robespierre, französischer Politiker, jüngerer Bruder des Maximilien de Robespierre (* 1763)

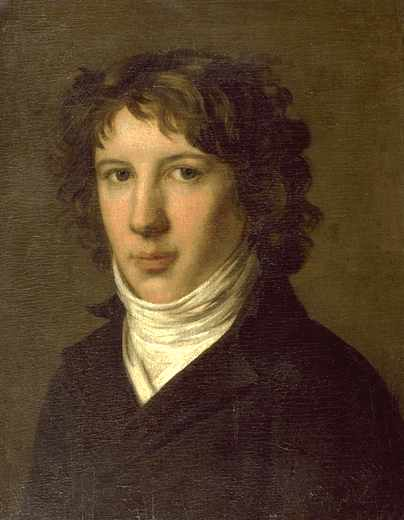
Antoine de Saint-Just, 1793

- 28. Juli: Antoine de Saint-Just, französischer Revolutionär (* 1767)
- 05. August: William Fleming, Gouverneur des Commonwealth of Virginia (* 1729)
- 07. August: Edmund Angerer, österreichischer Benediktinerpater und Kirchenmusiker (* 1740)
- 12. August: Johann David Beil, deutscher Schauspieler und Bühnendichter (* 1754)
- 14. August: George Colman der Ältere, englischer Schriftsteller (* 1732)
- 14. August: Peter von Hohenthal, kursächsischer Kreishauptmann (* 1726)
- 15. August: François de Théas Graf von Thoranc, französischer Offizier und Kunstsammler (* 1719)
- 20. August: Matthias Leopold Stupić, kroatischer Mediziner und Botaniker (* um 1732)
- 24. August: Hendrik Hooft, Bürgermeister von Amsterdam (* 1716)
- 26. August: Johann Justus von Avemann, preußischer Jurist (* 1735)

### September bis Dezember
- 04. September: Daniel Freiherr Peharnik-Hotkovich, österreichischer General (* 1745)
- 13. September: Jean-Pierre Claris de Florian, französischer Dichter (* 1755)
- 15. September: Abraham Clark, US-amerikanischer Politiker (* 1725)
- 24. September: Edvard Storm, norwegischer Lyriker und Pädagoge (* 1749)
- 25. September: Paul Rabaut, französischer evangelischer Prediger und Pfarrer (* 1718)
- 06. Oktober: Friedrich Gottlieb Barth, deutscher Pädagoge und Sprachwissenschaftler (* 1738)
- 03. November: François-Joachim de Pierre de Bernis, französischer Politiker, Kardinal und Dichter (* 1715)
- 04. November: Levin Gideon Friedrich von Apenburg, preußischer Kavallerieoffizier (* 1724)
- 09. November: Hryhorij Skoworoda, ukrainischer Philosoph, Dichter und Musiker (* 1722)
- 13. November: Friedrich Christian I., Herzog von Schleswig-Holstein-Sonderburg-Augustenburg (* 1721)
- 15. November: Maria Franziska von Pfalz-Sulzbach, Pfalzgräfin und Herzogin von Birkenfeld (* 1724)
- 15. November: John Witherspoon, Delegierter für New Jersey im Kontinentalkongress (* 1723)
- 16. November: Rudolf Erich Raspe, deutscher Schriftsteller (* 1736)
- 18. November: Jacques François Dugommier, französischer General (* 1738)
- 22. November: John Alsop, Delegierter des Staates New York im Kontinentalkongress (* 1724)
- 28. November: Cesare Beccaria, italienischer Rechtsphilosoph (* 1738)
- 28. November: Friedrich Wilhelm von Steuben, US-amerikanischer General (* 1730)
- 02. Dezember: Johann Gottlob Leidenfrost, deutscher Mediziner und Theologe (* 1715)
- 14. Dezember: Georg Theodor Strobel, deutscher lutherischer Theologe und Kirchenhistoriker (* 1736)
- 16. Dezember: Jean-Baptiste Carrier, französischer Revolutionär (* 1756)
- 24. Dezember: Bartholomäus III. Reichsfreiherr von Tinti, Landmann in Tirol (* 1736)

### Genaues Todesdatum unbekannt
- Michael Nestius, deutscher evangelisch-lutherischer Geistlicher (* 1721)* Tsuga Teishō, japanischer Schriftsteller (* 1718)